# Network First
Network First és un programa de sèries de documentals emès per ITV al Regne Unit del gener de 1994 al desembre de 1997, i en part fou substituït per First Tuesday.
A diferència d'altres sèries documentals en ITV com ara World in Action, Network First, no se centrava en l'actualitat o la política, sinó que va emetre una sèrie de programes únics que abastaven temes diversos com ara biografies, història i ciència. Els programes es transmetien normalment a les 22:40 després de News at Ten, cadascun normalment d'una hora de durada. L'episodi no era "propietat" de cap franquícia ITV, i alguns programes van ser aportats per diverses empreses d'ITV.
Com a fil conductor, Network First mai no es va convertir en un "nom" domèstic, a diferència de World in Action o This Week, possiblement a causa de la se va temàtica diversa. ITV va liderar l'assignació d'alt perfil tant de “World in Action” el 7 de desembre de 1998 com de “News at Ten” el 5 de març de 1999. La sèrie sembla que fou deixada de banda silenciosament per ITV en favor de les de perfil més alt World in Action el 7 de desembre de 1998 i News at Ten el 5 de març de 1999.